# Owasco (Nueva York)
Owasco es un pueblo ubicado en el condado de Cayuga en el estado estadounidense de Nueva York. En el año 2000 tenía una población de 3.755 habitantes y una densidad poblacional de 69.3 personas por km².

## Geografía
Owasco se encuentra ubicado en las coordenadas 42°53′23″N 76°30′12″O / 42.88972, -76.50333.

## Demografía
Según la Oficina del Censo en 2000 los ingresos medios por hogar en la localidad eran de $52,544, y los ingresos medios por familia eran $60,978. Los hombres tenían unos ingresos medios de $40,943 frente a los $27,500 para las mujeres. La renta per cápita para la localidad era de $23,922. Alrededor del 4.5% de la población estaban por debajo del umbral de pobreza.